# Telfer Weißen
Die Telfer Weißen (italienisch Cime Bianche di Telves) sind mehrere markante, aus auffallend hellem Kalk bestehende Gipfel in den Stubaier Alpen in Südtirol. Der mittlere Hauptgipfel besitzt eine Höhe von 2588 m s.l.m., der Ostgipfel ist 2566 m hoch. Diese Gipfelgruppe bildet östlich die letzte markante Erhebung des Aggls-Rosskopf-Kamms, vorgelagert ist lediglich noch der Rosskopf (2189 m) als letzter grasiger Ausläufer des Kamms. Dieser Kamm trennt das Pflerschtal im Norden vom Ridnauntal im Süden. Seinen Namen hat der Berg vom im Ridnauntal liegenden Doppeldorf Telfes, das zur Gemeinde Ratschings gehört. 
In der Südwestflanke des Berges wurde vom Ende des 15. Jahrhunderts bis zum Ende des 18. Jahrhunderts Silber und Blei abgebaut.

## Anstiege
Der meist begangene Anstieg führt von Osten, von der Bergstation der Rosskopfbahn, über den Ridnauner Höhenweg südlich am Rosskopf vorbei, später in nordwestlicher Richtung zum Ostgipfel. Von dort führt ein mit Fixseilen versehener Felskamin hinab in eine Scharte und von dieser geht es über einen ausgesetzten, ebenfalls mit Fixseilen versehenen Steig auf den Hauptgipfel (eine Stelle II). Es gibt mehrere Varianten, den Ostgipfel zu erreichen, entweder direkt über den Rosskopf und den Kamm, oder nördlich des Rosskopfs über die Vallmingalm. Auch aus dem Ridnaun- oder Pflerschtal ist der Gipfel zu erreichen.

## Weblinks

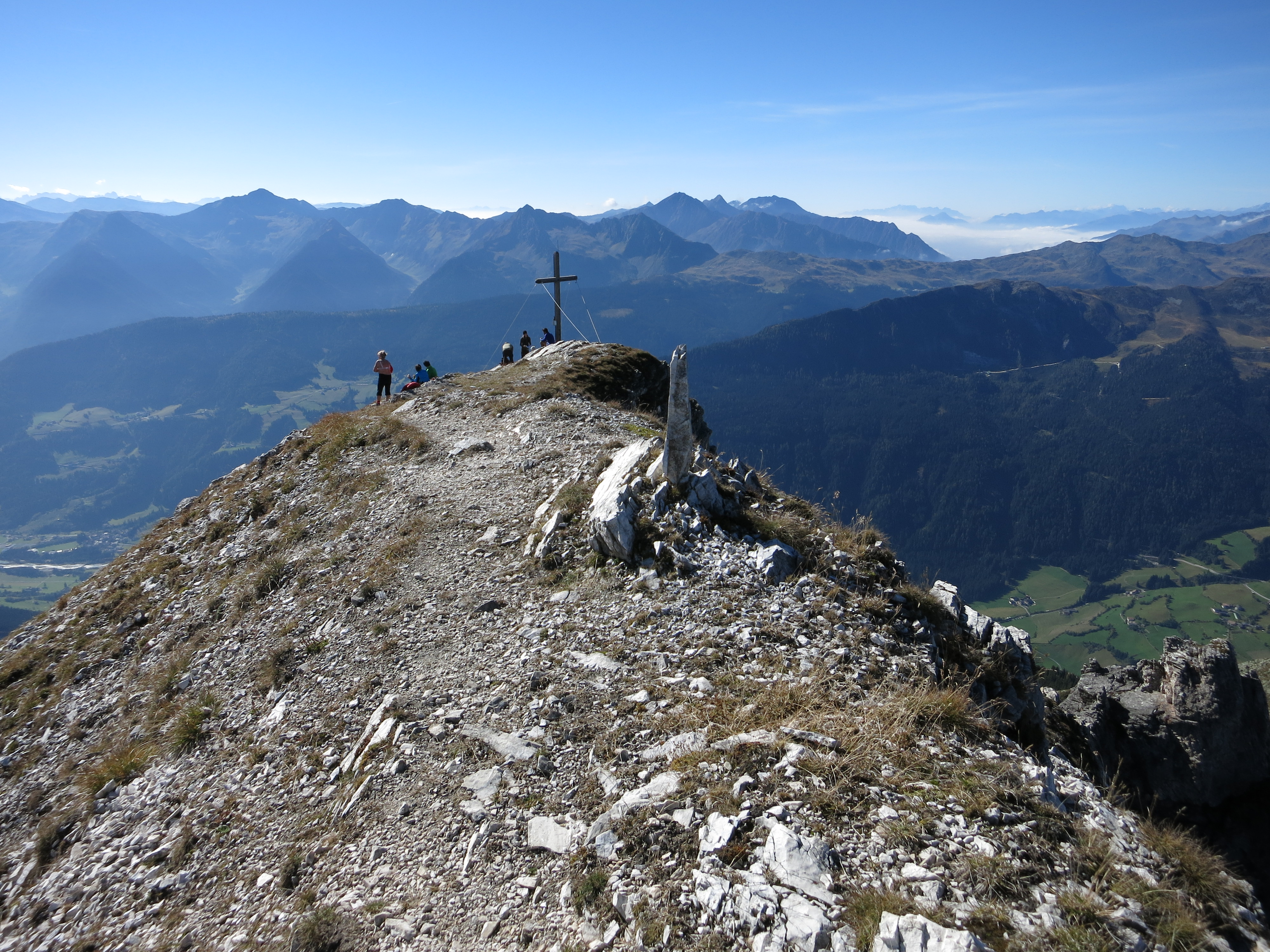
Telfer Weißen: Auf dem Hauptgipfel

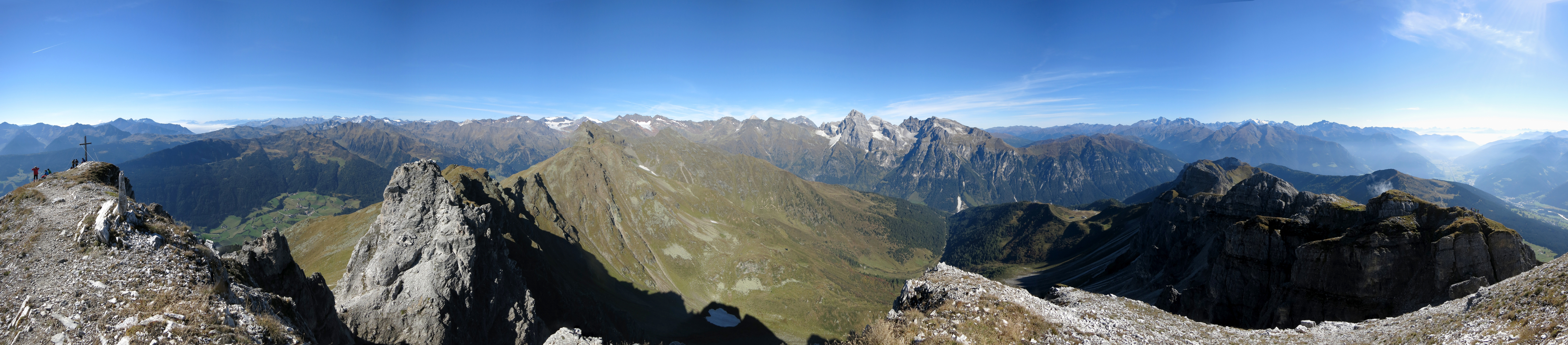
Panorama vom Gipfel